# آمبوهیمیلانجا
آمبوهیمیلانجا (به لاتین: Ambohimilanja) یک منطقهٔ مسکونی در ماداگاسکار است که در آتسینانانا واقع شده‌است. آمبوهیمیلانجا ۱۵٬۲۰۸ نفر جمعیت دارد.